# Dociostaurus minutus
Dociostaurus minutus är en insektsart som först beskrevs av Scott LaGreca 1962.  Dociostaurus minutus ingår i släktet Dociostaurus och familjen gräshoppor. Inga underarter finns listade i Catalogue of Life.